# Herman Lindqvist (politiker)

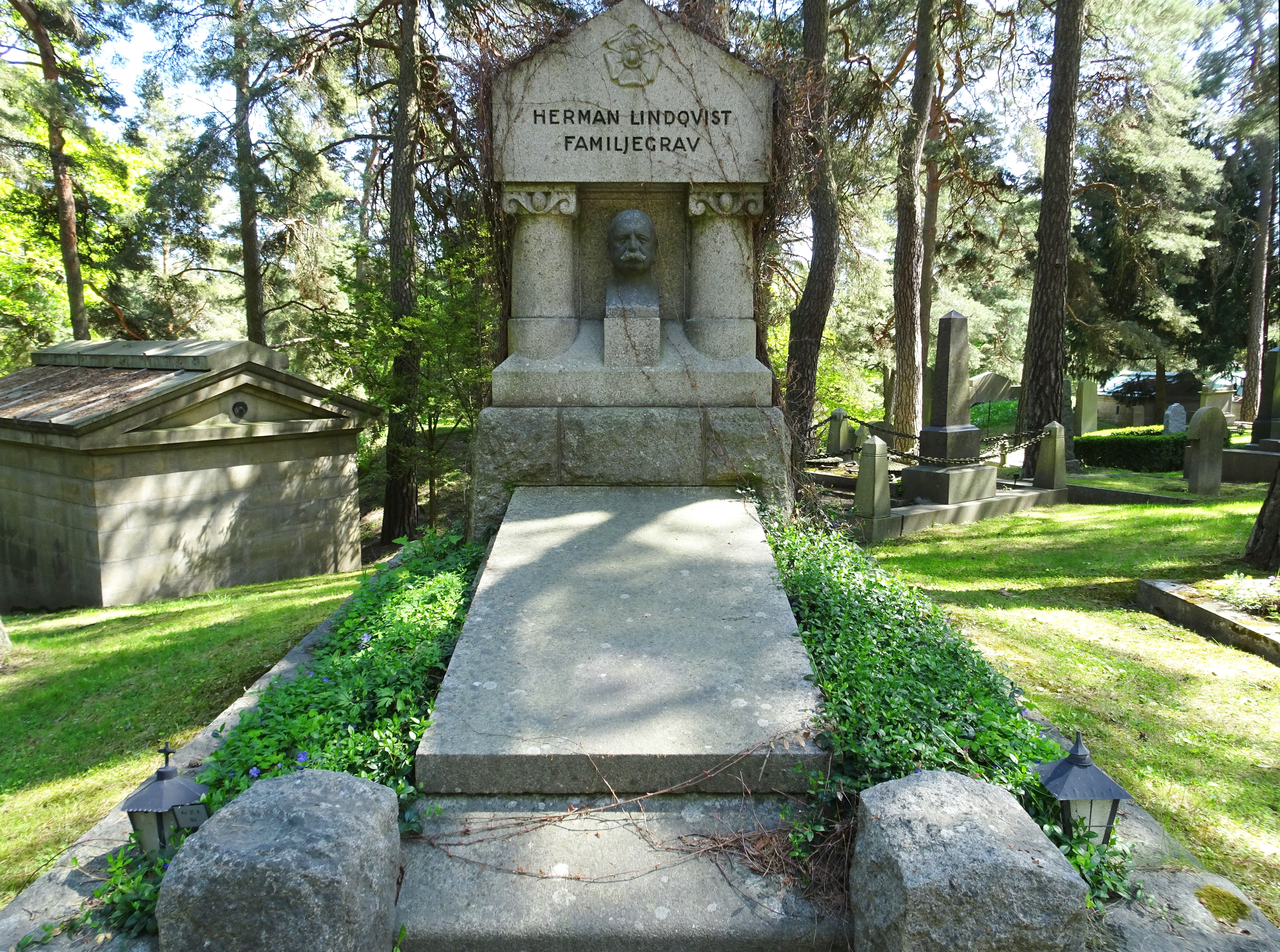
Herman Lindqvists familjegrav på Norra begravningsplatsen.

August Herman Lindqvist, född 9 juli 1863 i Arboga landsförsamling i Arboga, död 29 maj 1932 i S:t Johannes församling i Stockholm, var en svensk fackföreningsman och socialdemokratisk politiker, statsråd 1921–1923.
Som fackligt engagerad var Lindqvist med om att grunda Landsorganisationen (LO) 1898, och var dess andre förbundsordförande 1900–1920. Bland annat ledde han i denna befattning storstrejken 1909, och samlade styrkorna efter nederlaget.
Som politiker var han riksdagsledamot i andra kammaren 1906–1918 och 1919–1932 för Stockholms stads första valkrets, talman i andra kammaren 1918–1921 och 1924–1927 samt Sveriges socialminister 1921–1923.

## Biografi
Lindqvist var son till rättaren Erik Lindqvist och hans maka Karolina. Hemmet var fattigt och han sattes som 18-åring i möbelsnickarlära och avlade sitt gesällprov 1885. Några år senare var han med om att bilda en träarbetarefackförening i hemstaden, i vilken han blev sekreterare. Efter att ha flyttat till Stockholm 1889 kom han i kontakt med möbelsnickarefackföreningen och blev snabbt styrelseledamot och därefter ordförande. Den posten innehade Lindqvist tills han utsågs till expeditionsförare för Svenska träarbetareförbundet 1894. Han kvarstod på den posten tills han 1897 blev förbundets förtroendeman på heltid. Vid den tiden planerade han tillsammans med Järn- och metalls förtroendeman Ernst Blomberg vad som kom att bli Landsorganisationen (LO) 1898. Lindqvist deltog i LO:s konstituerande kongress 1898 och valdes in i sekretariatet. Senare efterträdde han Fredrik Sterky som ordförande i LO 1900–1920. Han ledde storstrejken 1909 och samlade styrkorna efter nederlaget.
Han var även aktiv i Socialdemokratiska arbetarepartiet (SAP) och hade stort inflytande i dess verkställande utskott under åren 1905–1920. Han var riksdagsledamot i andra kammaren 1906–1918 och 1919–1932 (politisk vilde vid den urtima riksdagen 1918), talman i andra kammaren 1918–1921 och 1924–1927 samt socialminister 1921–1923.
Lindqvist var inblandad i en skandal 1920, då det avslöjades i borgerlig press under valrörelsen att han, tillsammans med ecklesiastikminister Värner Rydén och riksdagsman Gerhard Magnusson, skulle ha tjänat pengar på spekulationsaffärer i ett importbolag för bränsle och livsmedel och därmed profiterat på nöden under första världskriget. På partikongressen samma år krävdes att Lindqvist skulle avgå som LO-ordförande, men efter att Hjalmar Branting hotat med sin avgång, så nöjde sig kongressen med att kräva att Rydén och Magnusson lämnade sina förtroendeuppdrag. Lindqvist lämnade likväl ordförandeposten senare samma år. 
Han var gift med Matilda Sundberg och bland deras barn märks adoptivsonen Eric Lindqvist.
Lindqvist är begravd på Norra begravningsplatsen i Stockholm.

## Samtida citat om Herman Lindqvist
Zeth Höglunds karakteristik lyder:
| ”                                                                      | Klok, erfaren, skicklig förhandlare, god talare av den lugnt redogörande sakliga typen... imponerande genom sin fasthet, viljestyrka och behärskning. | „ |
| – 100 år med LO., Landsorganisationen i Sverige, Stockholm 1998. s. 14 | |   |

Erik Palmstierna har en ytterst syrlig karakteristik av honom:
| ”                         | Herman Lindquist förkroppsligade den svenska arbetarklassen. Han förandligade den inte. | „ |
| – Palmstierna 1950, s. 60 |                                                                                         |   |